# Annalisa Buffa

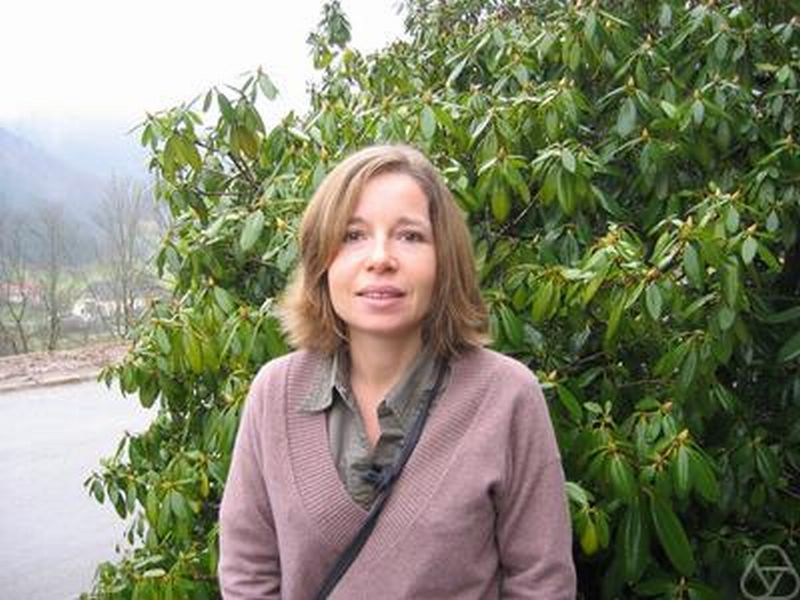
Annalisa Buffa, 2007

Annalisa Buffa (* 1973) ist eine italienische Mathematikerin, die sich mit Numerischer Analysis und Partiellen Differentialgleichungen (PDE)  befasst.
Buffa studierte Informatik mit dem Abschluss 1996 und wurde 2000 an der Universität Mailand bei Franco Brezzi promoviert (Some numerical and theoretical problems in computational electromagnetism). Sie ist seit 2001 am Istituto di matematica applicata e tecnologie informatiche E. Magenes (IMATI) des italienischen CNR in Pavia, dessen Direktorin sie ist.
Sie war Gastwissenschaftlerin am Labor Jacques-Louis Lions (JLL) an der Universität Paris VI, an der Ecole Polytechnique, der ETH Zürich und der University of Texas at Austin (Institute for Computational Engineering and Sciences, ICES).
Sie befasst sich mit isogeometrischer Analysis, Diskretisierung von PDE, linearer und nichtlinearer Elastizitätstheorie, Kontaktmechanik, Integralgleichungen auf nicht-glatten Mannigfaltigkeiten, den Maxwell-Gleichungen auf nicht-glatten Mannigfaltigkeiten und Finite Elemente Methoden (FEM) dafür, Stabilisierung für FEM, Gebietszerlegungsverfahren, asymptotischer Analysis. Ihre Arbeit fand vielfach Anwendung in Computersimulationen in der Industrie zum Beispiel auf elektromagnetischem Gebiet.
2007 erhielt sie den Bartolozzi-Preis und 2015 den Collatz-Preis für ihre spektakuläre Anwendung tiefliegender und fortgeschrittener mathematischer Konzepte, um herausragende Beiträge für die Entwicklung von Computersimulationen in Wissenschaft und Industrie zu erhalten (Laudatio). Sie war Invited Speaker auf dem Internationalen Mathematikerkongress in Seoul 2014 (Spline differential forms). 2008 erhielt sie einen ERC Starting Grant. 2016 wurde sie zum Mitglied der Academia Europaea gewählt.